# Malvern Star
Malvern Star ist ein Fahrradproduzent, der 1902 gegründet wurde und in Melbourne ansässig ist. Malvern Star ist in Australien eine allgemein bekannte Marke.

## Geschichte

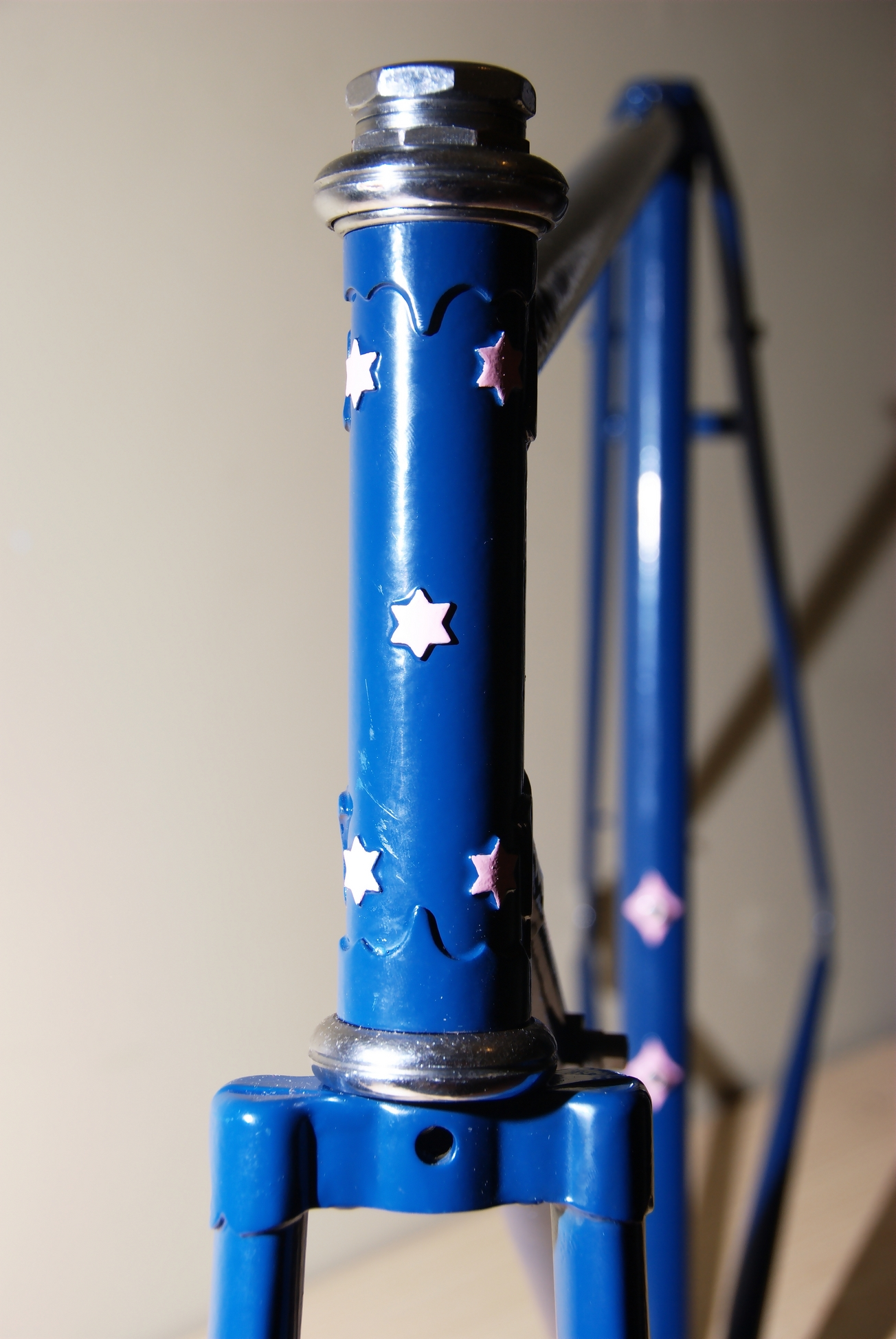
Ein historischer Rahmen, Modell Five Star

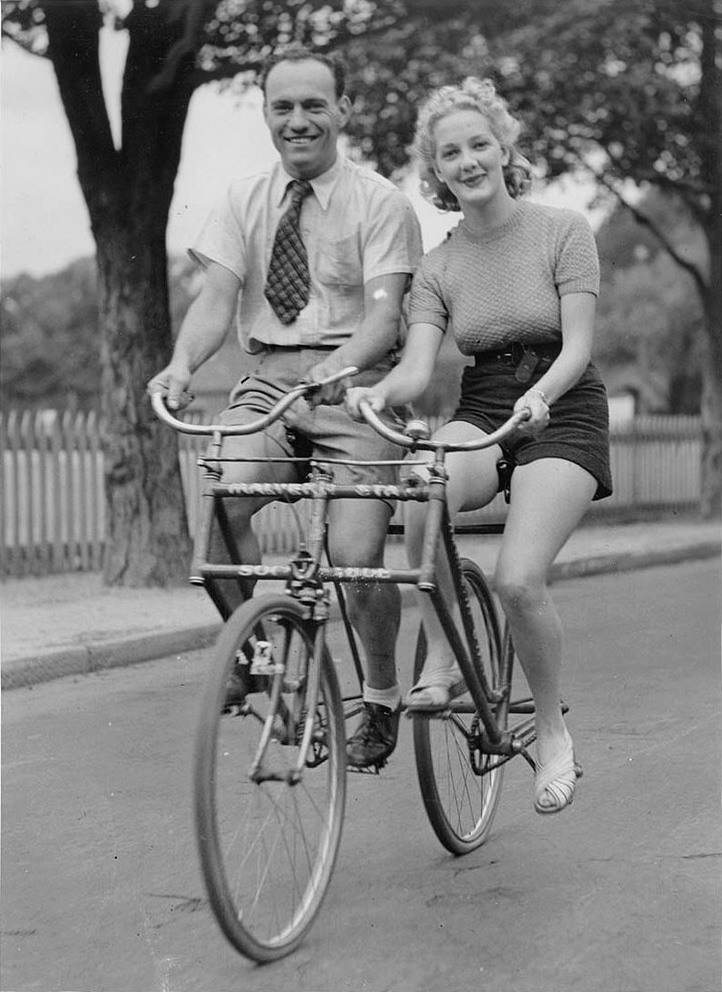
Pärchen auf einem Malvern Star Nebeneinandem, 1930er Jahre

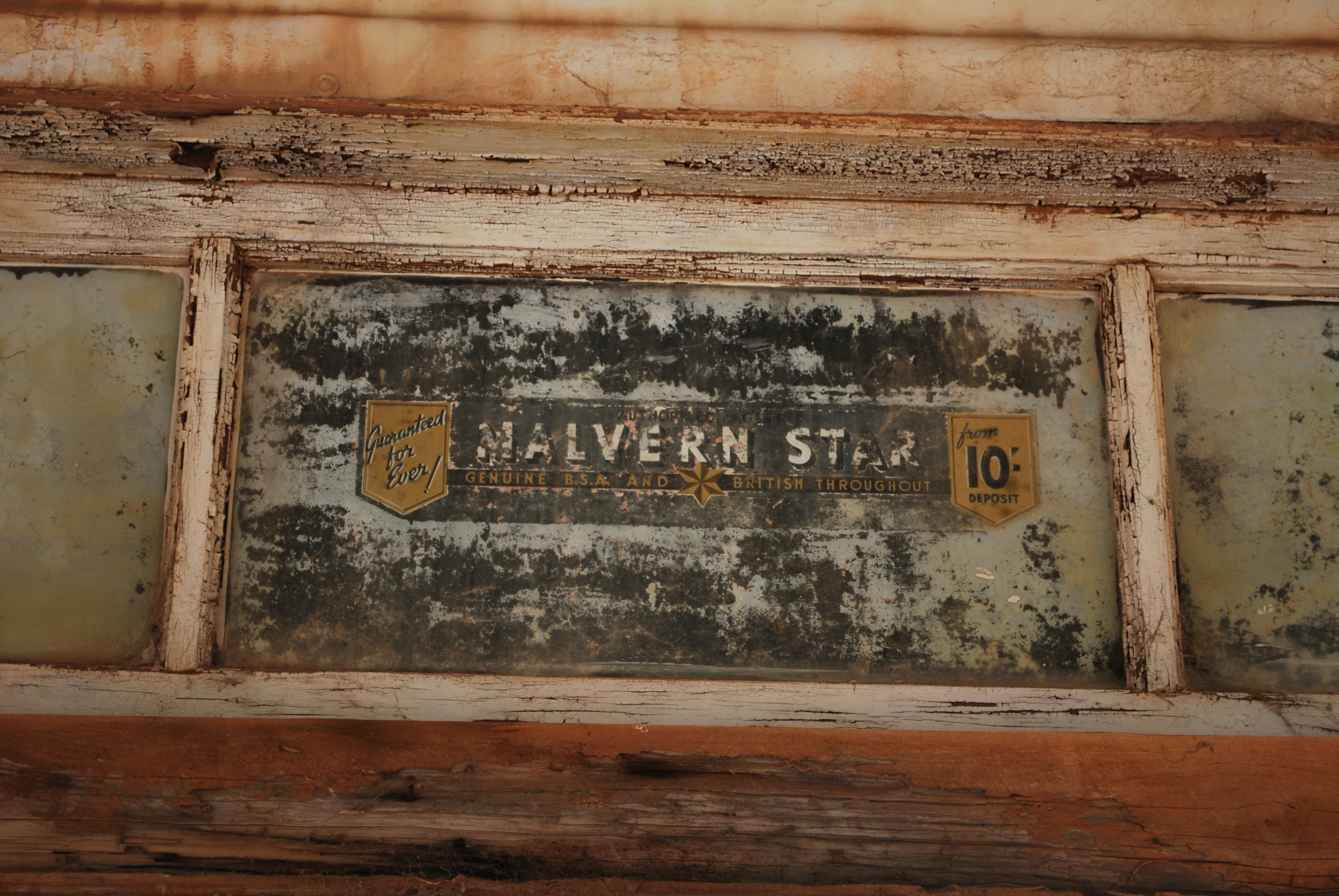
Reklame von Malvern Star an dessen ehemaligem Geschäft in Tallimba

Malvern Star wurde 1902 als kleines Geschäft in dem Melbourner Vorort Malvern eröffnet. Inhaber war der Radsportler Tom Finnigan, der das Geschäft mit Hilfe von 240 Gold Sovereigns finanzierte, die er als Sieger des Austral Wheel Race im 1898 gewonnen hatte. Finnigan spezialisierte sich auf die Produktion von Touren- und Rennrädern, die er Malvern Stars nannte. Das Geschäft blühte aufgrund der wachsenden Popularität des Fahrradfahrens und trotz starker Konkurrenz aus Großbritannien und den USA. Finnigans Erfolg beruhte zum Teil auf der Unterstützung durch einen der damals bekanntesten Radsportler, Don Kirkham. Finnigan führte das Logo mit dem sechszackigen Stern ein, den er auch auf seinem Arm tätowiert hatte.
Finnigan zog sich am 1. Juni 1920 aus dem Geschäft zurück, das er an den 24-jährigen Bruce Small verkaufte. Small betrieb Malvern Star mit der Unterstützung seiner Brüder Frank und Ralph, und das Geschäft wurde vergrößert. Small setzte Preise bei Radrennen aus, und 1921 gewann der 17-jährige Hubert Opperman einen dieser Preise. Small bot Opperman daraufhin eine Arbeitsstelle an. Daraus erwuchs eine lange Beziehung mit Small als Freund und Sponsor von Opperman, der einer der populärsten Radsportler Australiens wurde.
Small startete eine damals revolutionäre Kreditaktion, um die Verkaufszahlen zu erhöhen. Das Einzelhandelsgeschäft zog 1923 in größere Räumlichkeiten nach Gardenvale um und 1925 die Zentrale nach Prahran. 1928 nahm ein Team, bestehend aus drei Australiern und einem Neuseeländer an der Tour de France teil. Obwohl die Fahrer französische Rennräder fuhren, kreierte Malvern Star ein eigenes Modell namens „Tour de France“ in Anerkennung der Leistungen dieser Fahrer. Dieses Modell wurde, resultierend aus Erfahrungen bei der Tour, mit modernen Komponenten ausgestattet, wie Schlauchreifen und Flügelmuttern, um die Laufräder zu befestigen.
Während des Zweiten Weltkriegs wurde der Nachschub von Zubehör knapp, so dass Malvern Star begann, eigene Teile zu produzieren. Nach dem Krieg hatte das Unternehmen 115 eigene Geschäfte und 1000 Händler. Opperman unterstützte die Werbung für Malvern Star, so dass die Marke in Australien allgemein bekannt wurde.
Nach dem Krieg wurden die Räder des Unternehmens gefahren von Sid Patterson, der als Amateur 1949 in Kopenhagen Sprint-Weltmeister wurde und in Lüttich 1950 Weltmeister in der Einerverfolgung. 1952 errang er den Profi-Titel in Paris in der Verfolgung und 1953 in Zürich. Bei den Olympischen Sommerspielen 1956 in Melbourne 1956 errangen Ian Browne und Tony Marchant auf einem Malvern-Tandem die Goldmedaille. Bei den Olympischen Spielen 1984 gewann der australische Bahn-Vierer auf Malvern. Heute gehört unter anderen der Radrennfahrer Phil Anderson zu den Werbeträgern des Unternehmens.
In den 1960er Jahren produzierte Malvern Star eine Linie von Bonanzarädern, die von der australischen Post auf einer Briefmarke abgebildet wurde.
1958 wurde Malvern Star an Electronic Industries verkauft und 1970 an den niederländischen Konzern Philips, der 1980 wiederum das Unternehmen an Raleigh verkaufte. Schon nach 1970 wurden die meisten Malvern Star-Räder importiert, und die gesamte australische Fahrradproduktion endete 1987. 1992 kam die Firma wieder bei Pacific Brands in australische Hände. 2011 schließlich wurde Malvern an die neuseeländische Sheppard Group verkauft.